# Oinacu
Oinacu è un comune della Romania di 3 692 abitanti, ubicato nel distretto di Giurgiu, nella regione storica della Muntenia.
Il comune è formato dall'unione di 3 villaggi: Braniștea, Comasca, Oinacu.